# The Last Supper (Grave Digger)
The Last Supper è il dodicesimo album in studio del gruppo musicale power metal tedesco Grave Digger, pubblicato nel 2005 dalla Nuclear Blast.

## Tracce
1. Passion – 1:20
2. The Last Supper – 5:28
3. Desert Rose – 4:20
4. Grave in the No Man's Land – 4:10
5. Hell to Pay – 3:48
6. Soul Savior – 4:10
7. Crucified – 7:00
8. Divided Cross – 3:54
9. The Night Before – 3:30
10. Black Widows – 4:22
11. Hundred Days – 4:17
12. Always and Eternally – 5:30

## Formazione
- Chris Boltendahl - voce
- Manni Schmidt - chitarra
- Jens Becker - basso
- Stefan Arnold - batteria
- Hans Peter Katzenburg - tastiere